# USS Indiana (BB-58)
Pour les autres navires du même nom, voir USS Indiana.
L'USS Indiana est un cuirassé de classe South Dakota en service dans l'US Navy durant la seconde guerre mondiale. Il est lancé en 1941, armé en 1942 et sert jusqu'à la fin de la guerre dans le Pacifique. Désarmé en 1947 et placé dans la flotte de réserve, il est vendu pour démolition en 1963.